# Heights (Wielki Manchester)
Heights – osada w Anglii, w hrabstwie ceremonialnym Wielki Manchester, w dystrykcie metropolitalnym Oldham. Leży 19 km na północny wschód od centrum miasta Manchester.